# Újezd (okres Žďár nad Sázavou)
Újezd (německy Aujest) je obec v okrese Žďár nad Sázavou v kraji Vysočina. Žije zde 278 obyvatel. Rozkládá se na moravské straně historické zemské hranice Čech a Moravy.

## Historie
První písemná zmínka o obci pochází z roku 1447.

## Současnost
V obci funguje obecní úřad, spolek dobrovolných hasičů, turistický spolek. V obci je dětské hřiště a bezobslužná prodejna.  
| Rok            | 1869 | 1880 | 1890 | 1900 | 1910 | 1921 | 1930 | 1950 | 1961 | 1970 | 1980 | 1991 | 2001 | 2006 | 2014 |
| Počet obyvatel | 276  | 322  | 327  | 321  | 312  | 302  | 313  | 248  | 295  | 273  | 244  | 249  | 239  | 241  | 253  |

## Pamětihodnosti
- Boží muka u silnice směr na Nové Veselí
- Kaple Panny Marie královny
- Pomník obětem 1.sv.války
- Zvonička